# Les Mayons
Les Mayons település Franciaországban, Var megyében. Lakosainak száma 625 fő (2022. január 1.). Les Mayons Le Cannet-des-Maures, Collobrières, La Garde-Freinet, Gonfaron és Le Luc községekkel határos.

## Népesség
A település népességének változása:
| Lakosok száma | 641  | 636  | 652  | 644  | 638  | 631  | 625  | 629  | 625  |
|               | 2013 | 2015 | 2016 | 2017 | 2018 | 2019 | 2020 | 2021 | 2022 |